# Leva strana druma
Leva strana druma je debitantska knjiga srpskog pisca Dejana Stojiljkovića izašla 2007. godine u izdanju SKC Niš.

## Sadržaj
Knjiga se sastoji od četiri pripovetke (Leva strana druma, Lopuže poput nas, Heroji ulice i Kume, izgore ti džamija) i novele Das ist Winjak. Priče nisu međusobno povezane i stoje kao samostalna ostvarenja ali su im zajednički pripovedna nit vezana za grad Niš na prelazu devedesetih godina dvadesetog veka u dvehiljadeprvu i junaci koji se pojavljuju u pričama. 
Drugo i treće izdanje knjige (Medivest, Niš 2010, 2013) je dopunjeno pripovetkom Durlanski masakr kratežom. 
- Pripovetka Durlanski masakr kratežom adaptirana je u radio-dramu i izvedena februara 2010. na drugom programu Radio Beograda.
- Pripovetka Lopuže poput nas adaptirana je u radio-dramu i izvedena decembra 2008. na drugom programu Radio Beograda.
- Pripovetka Leva strana druma dobila je prvu nagradu na konkursu zrenjaninskog časopisa Ulaznica 2002. godine.
- Pripovetka Heroji ulice je prvobitno objavljena u časopisu Gradina 2004. godine.

O samoj tematici i inspiraciji za pisanje knjige Stojiljković kaže:

To je jednostavno došlo samo od sebe. Odrastao sam u najgore vreme za ovu zemlju, u gradu dovoljno velikom da ne bude selo a dovoljno malom da ne bude Beograd, malo pod ratovima, malo pod izolacijom, malo pod revolucijama a malo pod bombama. Pisati o tim stvarima danas, jeste dobar način da iz sebe isteraš neke demone. Međutim, radeći na „Levoj strani druma“ zaključio sam da smo se svi mi prilično dobro zezali i sazrevali na jedan srčan, muški način. Zato je sve to nekako pozitivno i lišeno zlobe, a istovremeno oslobađajuće i prožeto tipičnim niškim humorom na koji padaju i oni koji nisu iz mog grada.

Naslovnu stranu za prvo izdanje knjige uradio je srpski strip crtač Jovan Ukropina, dok je crno-bele ilustracije za svaku od priča uradio strip-crtač Vladimir Aleksić.